# Бећарац, вокално-инструментални напев с подручја Славоније, Барање и Срема
Бећарац је вокални, односно вокално-инструментални напев, популаран на подручју Славоније, Барање и Срема. Карактерише га ведар текст, најчешће прожет алегоријама и метафорама. Пева се највише на свадбама и у другим пригодама када се народ окупљао на весеље.

## Назив и историја
Назив Бећарац потиче од турске речи бекар, која у хрватско-српској језичној упораби (бећар) означава младог нежењу, момка, самца, лолу, бекрију, весељака склоног раскалашеном животу, јелу, пићу и женама.
Бећарац је као музички и усмено књижевни жанр симболом идентитета Славонаца, Барањаца и Сремаца. Још увек као врло актуелна мелопоетска форма двостиховне мелострофичне структуре типа X (4, 6), бећарац је жанр са изразито забавном функцијом, понекад ласцивне тематике.
Према томе кроз историју функција бећарца је, очигледно, била и да разоноди и забави у веселим приликама, као и да прекрати време током често напорног и дуготрајног рада.

## Заштита
Заштита бећарца као културног добра има за циљ да помогне у очувању богате разноликости унутар овога жанра (микрорегионалне, месне, али и индивидуалне), као и очување контекстуалне, родне, естетске и друге посебности бећарца и одржавање његове комуникацијске функције.
Бећарац је као традиционални вокални и вокално-инструментални напев и као неизоставан део данашње традицијске културе Славоније, Барање и Срема опстао на друштвеној и музичкој сцени захваљујући организованој делатности аматерских фолклорних и музичких удружења и ансамбала, фолклорних и музичко-фолклорних манифестација (смотри, сусрета, семинара и фестивала), а деломично захваљујући и естрадним музичарима и дискографској продукцији. Све ове делатности на разне начине чува и подржава друштвена заједница на државној, регионалној, покрајинској, општинској и локалном нивоу.

## Опис добра
Бећарац је десетерачка музичка врста у којој се на одређени мелодијски образац и његове бројне иначице певају по садржају веома различити десетерачки двостихови. У њима се хвале властите врлине, лепота, способности, имовно стање, изругују се неистомишљеници и супарници, пркоси се и инати.

Тематика бећарца је најчешће шаљива, пошалична, понекад сатирична или даје критички опис (увек уз дозу хумора) љубавне или свакодневне ситуације која се врло често односи на живот младих. Музика инструментална, бећарске песме, је песма са карактеристичним непоновљивим текстовима и мелодијом:
Лоло моја ил’ јеси ил’ ниси
Ожени се да видим чији си!
Иде Ускрс, иде и весеље
Доћ’е лола да полије мене.
Својим стилом извођења и саставом текста, он изражава друштвене вредности, али служи и као средство изрицања мисли о осећања која је непристојно изразити директно или у другим контекстима (нпр. одступања од сексуалних норми).
У бећарцу се обично „натпевавају“ два или више водећих певача које прати групно певање и свирка народних музичара, некеда су то биле гајде и тамбуре самице, а потом тамбурашких састава или мешовитих састава са виолином, хармоником и тамбурама.
Бећарац се обично изводи тако да први стих или дестиха, који формира одређену смисаону тезу, отпева један певач, а потом му се придруже остали певачи. Други је стих најчешће хумористичка антитеза првом стиху, а певају га обично сви певачи.
Стихови се често смишљају и токо самог извошења, са темамаа које су у складу са појединцима и тренутним збивањем у којем се извођење одвија.
Певачи бећарца су цењени певачи јер имају:
- добру дикцију,
- снажан глас певања,
- добро познају репертоар старих и нових десетарачких двостихова,
- јер су досетљиви, спретни и брзи у обликовању нових двостихова.
- прикладност избора песама,
- брзина и оштроумност избора песама,
- добро комбиновање изабраних песама.

За разлику од других традицијских славонских песама на десетерачке стихове (сватовци, друмарци, покладарци и други), које се изводе без свирачке пратње, бећарац се редовно изводи уз инструменталну пратњу; без свирке се пева само изузетно, када на дружењу нема свирача.

## Време и место извођења
Прилике за певање бећарца у прошлости била су било каква догађања организована веселим поводом
- рогљеви,
- диснатори (весеље након заједничког рада око клања свиња),
- славе,
- свадбе,
- рођендани и друга весела окупљања,
- разни видови мобе.